# Boloco
Boloco (de Boston Local Company) es una cadena estadounidense de restaurantes informales rápidos en el noreste de Estados Unidos. Con sede en Hanover, New Hampshire, la cadena — conocida por sus wraps, smoothies y burritos — tiene cuatro ubicaciones a partir de 2023.
La cadena fue fundada en 1996 como Under Wraps por Adam Liebman, Gregg Harris, John Pepper y Jason Hutchinson. Poco después pasó a llamarse The Wrap antes de expandirse en el área de Boston mediante la compra de Jera's Juice and Wrap Culture. Después de ser adquirida, la cadena pasó a llamarse Boloco en 2005. Luego, las ubicaciones franquiciadas se vendieron en 2007 y pasaron a llamarse Currito. Los fundadores locales recuperaron el control de la empresa en 2014, una época en la que había 22 ubicaciones propias en todo el noreste y el área de DC. Desde 2014, la empresa ha ido reduciendo su tamaño.
A lo largo de su historia, Boloco ha sido conocida como una empresa socialmente responsable, en particular pagando a sus empleados más que el salario mínimo y buscando acreditaciones ambientales, como la certificación como Empresa B y Restaurante Verde Certificado.

## Historia

### Orígenes y The Wrap

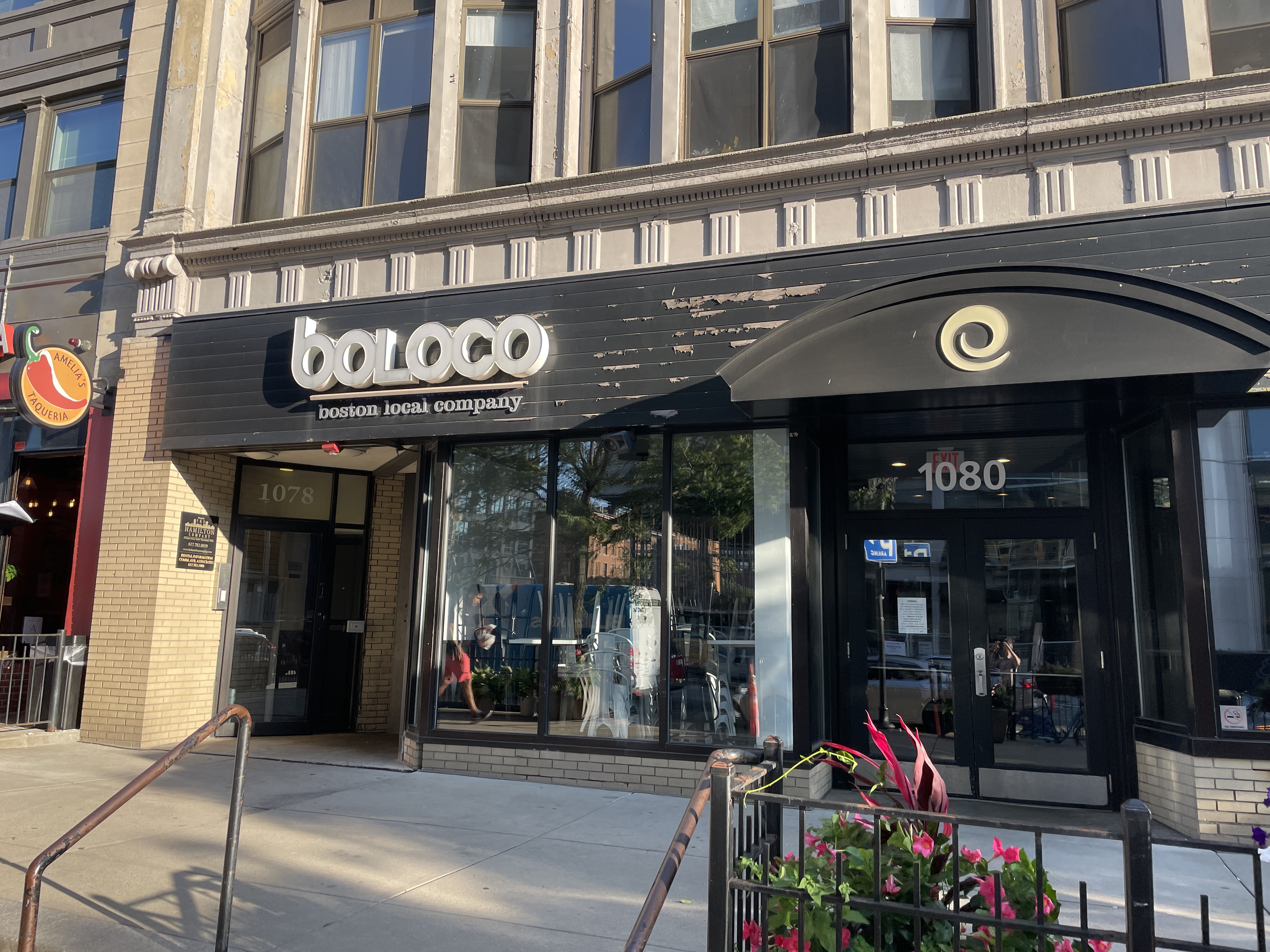
La ubicación «insignia» de Boloco en Berklee, Boylston Street en Massachusetts Avenue, está a la vuelta de la esquina de la ubicación original.

La empresa se fundó en 1996 con el nombre de Under Wraps por los cofundadores Adam Liebman, Gregg Harris, John Pepper y Jason Hutchinson. Su primer restaurante se abrió en 1997 en el barrio Back Bay de Boston, en Avenida Massachusetts y Calle Boylston. En 1998, la empresa adquirió el restaurante competidor Wrap Culture con ubicaciones en Harvard Square y Cleveland Circle. Las tres ubicaciones pasaron a llamarse con el nuevo nombre, «The Wrap and Smoothie Bar». En 2000, se fusionaron con una empresa de jugos de cuatro unidades llamada «Jera's Juice», formando Stellar Restaurant Group. Durante los años siguientes, la empresa añadió restaurantes en la Universidad del Nordeste, en Newbury Street, en el Boston Children's Hospital, en Pearl Street y en Federal Street, lo que eleva el total a ocho ubicaciones. Una novena ubicación en Hanover, Nuevo Hampshire, en Dartmouth College llegó en febrero de 2004 y fue la primera de la cadena en ubicarse fuera del área de Boston.

### Boloco y Currito
A finales de 2004, los fundadores vendieron la marca y los activos de The Wrap a Joe Lanni y sus hijos, quienes tenían la intención de expandir el formato a nivel nacional mediante franquicias. Tras la venta, los nuevos propietarios buscaron cambiar el nombre de la cadena para renovar su identidad. Anya Rao, de Signs of the Times, observó que «el nombre original del restaurante, The Wrap, connota comida fría. Uno esperaría ensalada de atún o pavo delicatessen enrollado en una tortilla de harina. Pero, en cambio, el restaurante ofrece platos más elaborados, eclécticos y burritos calientes». El cambio de marca estuvo a cargo de la firma de diseño FRCH Design Worldwide, que finalmente ayudó a seleccionar el nombre Boloco, de «empresa local de Boston», para honrar las raíces de la cadena. Santiago Crespo, miembro de la firma de diseño, afirmó que el nuevo nombre no lo «[limitaría] a wraps o burritos» y que el lema que lo acompaña «'Inspired Burritos' identifica la variedad de comida creativa que se sirve allí». Otro problema del nombre original fue que The Wrap se consideró demasiado genérico para estar protegido legalmente, un problema que Pepper señaló que afectaría sus planes de expansión. La consultora había presentado seis opciones de nombre, de las cuales Boloco obtuvo el primer puesto en las encuestas.
El nuevo director ejecutivo Mike Harder, anteriormente de Chipotle Mexican Grill, fue contratado para dirigir la empresa y supervisar el plan de cambio de marca a Boloco en 2005. En aquel momento, la cadena constaba de diez restaurantes. Entre 2005 y 2007, la empresa abrió seis tiendas Boloco en el área de Boston, así como en Concord, Nuevo Hampshire y Burlington, Vermont. Esto incluyó la ubicación de Davis Square en Somerville, que abrió sus puertas en diciembre de 2006. En otros lugares, en mayo de 2016 estaban en funcionamiento 14 ubicaciones franquiciadas de Boloco a través de cinco franquiciados, con diez ubicaciones adicionales programadas para abrir ese año y de 15 a 25 más en 2007. Se incluyeron 25 ubicaciones en campus universitarios mediante un acuerdo con el proveedor de servicios de alimentos Sodexo.
En 2007, los fundadores con sede en Boston recompraron todos los activos vendidos y las ubicaciones franquiciadas pasaron a llamarse Currito. Un año después, se vendió una participación mayoritaria de la empresa a Winona Capital Management. En 2013, Pepper, que había seguido siendo inversor en Boloco tras la venta, le dio a la empresa un ultimátum para aprobar un acuerdo de inversión de 15 millones de dólares o abandonaría la empresa; el trato finalmente no fue aprobado y él renunció. El número máximo de ubicaciones fue 22 en 2014, pero la empresa estaba perdiendo alrededor de 3 millones de dólares al año. Las ubicaciones en Washington D. C. y Bethesda, Maryland, cerraron en diciembre de 2014.

### Propiedad local y cierres
El fundador John Pepper y otros cofundadores de Boloco volvieron a dirigir la empresa en 2015 después de recomprar la cadena a Winona. En declaraciones a The Boston Globe, Pepper afirmó que «era lo correcto» y que «la empresa tardó en controlar los costos y centrarse en la rentabilidad. Las ventas cayeron y la empresa perdió dinero en 2014». Añadió que «si alguien puede ayudar a Boloco a sobrevivir y prosperar, yo soy la persona indicada para hacerlo».
Con Pepper nuevamente al frente de la cadena como director ejecutivo interino, Boloco cerró varias ubicaciones de bajo rendimiento en un intento por volver a la rentabilidad. La ubicación de Newbury Street cerró en junio de 2015, seguida de dos ubicaciones en el centro de Boston en School Street y Pearl Street, cuyo cierre se anunció en octubre de 2015, y en mayo de 2016 se cerró la ubicación de Cleveland Circle. En otoño de 2016 se produjeron cambios importantes: cinco locales se vendieron a B. Good, otra cadena de restaurantes local fundada por un antiguo empleado de Boloco. Estas ubicaciones incluían la Universidad Northeastern, Natick, Wellesley, Burlington, Vermont y Concord, New Hampshire. Se produjeron cierres adicionales en 2017, cuando las ubicaciones de Harvard Square y Warwick, Rhode Island, cerraron en julio para convertirse en las primeras ubicaciones en EE. UU. de Zambrero, con sede en Australia. Junto al cierre, Pepper tuiteó: «Esta es parte de la razón general. Warwick perdió dinero todos los días durante 4 años. Es hora de dejarlo ir». Quedaron nueve ubicaciones después de los cierres de 2017 — ocho en Massachusetts y una en New Hampshire — y, según se informa, la empresa había vuelto a ser rentable en 2018.

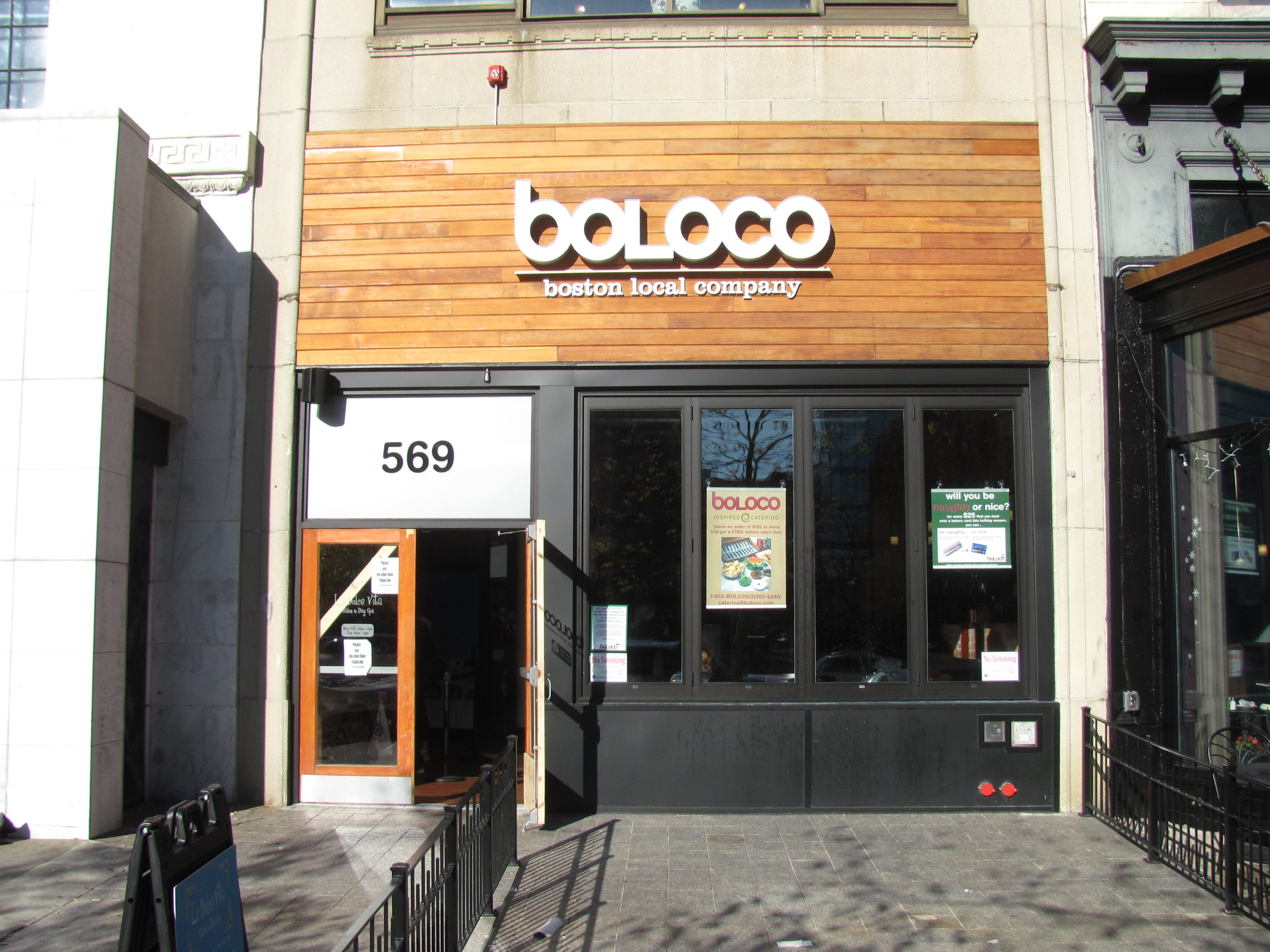
El antiguo Boloco en Copley Square de Boston (2011).

La confusión sobre el cierre del restaurante Boylston Street en Copley Square comenzó a fines de 2018 después de que Chick-fil-A anunciara que abriría su primera ubicación en Boston en el espacio que ocupaba Boloco. Pepper tuiteó en respuesta que «todavía no hay ningún acuerdo para que Boloco se vaya. Tenemos un contrato de arrendamiento hasta 2020 y una década de opciones después. Estamos trabajando con el propietario para encontrar una solución basada en lo que hemos leído». La ubicación finalmente cerró, y el sitio web de Boloco señaló como motivo un supuesto gran aumento del precio de alquiler.
Los restaurantes de Boloco se vieron afectados por la pandemia de COVID-19 y cuatro locales cerraron a finales de marzo de 2020. Los restaurantes Berklee, Children's Hospital y Lynnfield permanecieron abiertos por un tiempo ofreciendo un menú Feeding the front line («Alimentando a la primera línea») con artículos por $5 o menos. En octubre de 2020, la cadena estaba trabajando en la renegociación de arrendamientos de tiendas existentes y buscando compradores potenciales; sólo las ubicaciones de Children's Hospital y Lynnfield permanecieron abiertas. Pepper dijo en una carta a los accionistas del 9 de octubre que estaba buscando vender la compañía a otras pequeñas empresas a un «precio con descuento que no ofrecería ningún valor a los accionistas», sin embargo, la venta no se materializó. También esperaba reabrir las ubicaciones de Boston Common y Berklee en unas pocas semanas. Tanto el restaurante Lynnfield como el Atlantic Wharf no pudieron permanecer abiertos después de las negociaciones de arrendamiento y cerraron permanentemente.

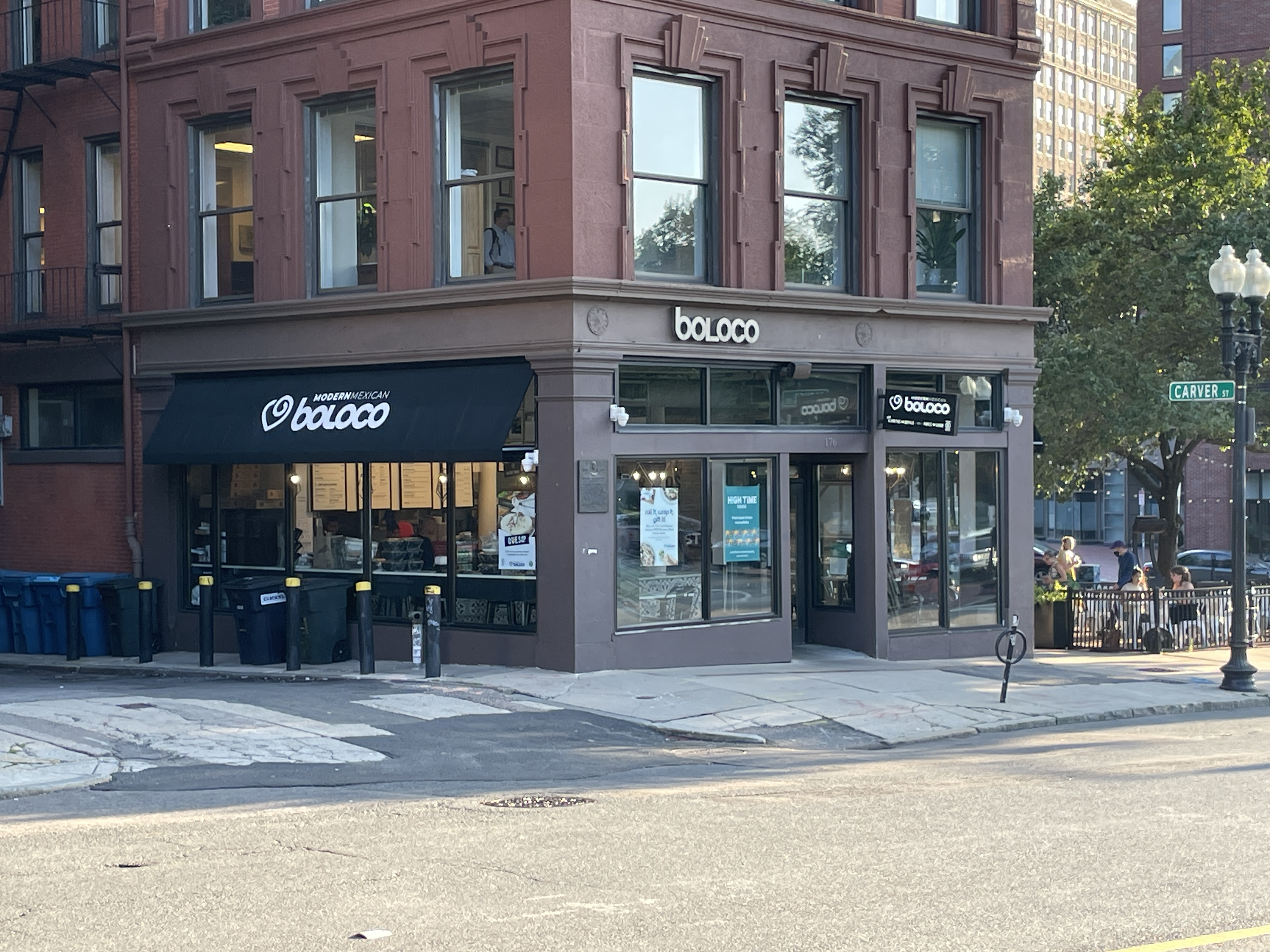
La ubicación de Boloco en Boston Common es una de las cuatro que permanecieron abiertas en 2023.

El 25 de agosto de 2023, Boloco anunció el cierre de su ubicación «insignia» en Berklee (Massachusetts Avenue en Boylston Street) a partir de ese día. Se anunció el cierre de otras dos ubicaciones en el centro de Boston — 50 Congress Street y 176 Boylston Street (Boston Common —, antes de finales de 2023; los tres cerrarían tras la expiración de sus contratos de arrendamiento. Los cierres dejarían a la cadena con dos puestos de avanzada: Boston Children's Hospital y Hanover, New Hampshire. Pepper declaró que había «agotado todos los esfuerzos» para mantener la cadena abierta a pesar de que las ventas en todas las ubicaciones restantes, excepto Berklee, regresaron a los niveles de 2019.

## Identidad corporativa
En 2007, la Humane Society of the United States anunció que Boloco había abandonado las jaulas para los «318 000 huevos líquidos» estimados que utilizaba cada año a favor de huevos de gallinas camperas. El entonces director ejecutivo, Harder, afirmó que era «lo correcto y da como resultado una mejor comida para nuestros clientes». Un año después, la cadena se convirtió en la primera cadena de comida rápida e informal de Nueva Inglaterra en obtener el estatus de Certificación Ecológica de la Green Restaurant Association (GRA); en 2011, recibió una designación de 2 estrellas del grupo. En un comunicado de prensa anunciando la nueva designación, la GRA señaló que Boloco había «reducido su huella ambiental y aumentado las prácticas sostenibles». Ejemplos de las técnicas utilizadas incluyeron un programa de reciclaje, camisetas orgánicas y educación ambiental a los empleados. El proveedor de servicios de alimentos HT Berry señaló que había trabajado con Boloco para lograr sus objetivos de sostenibilidad, como ofrecer artículos compostables en lugar de utensilios y tazones de plástico y eliminar los vasos de poliestireno. Boloco obtuvo la certificación B Corp en 2016, una designación que «reconoce a las empresas que equilibran la responsabilidad social con la búsqueda de ganancias». Posteriormente, la cadena experimentó con carne de pollo molina a base de plantas en 2022 en su ubicación en Congress Street.

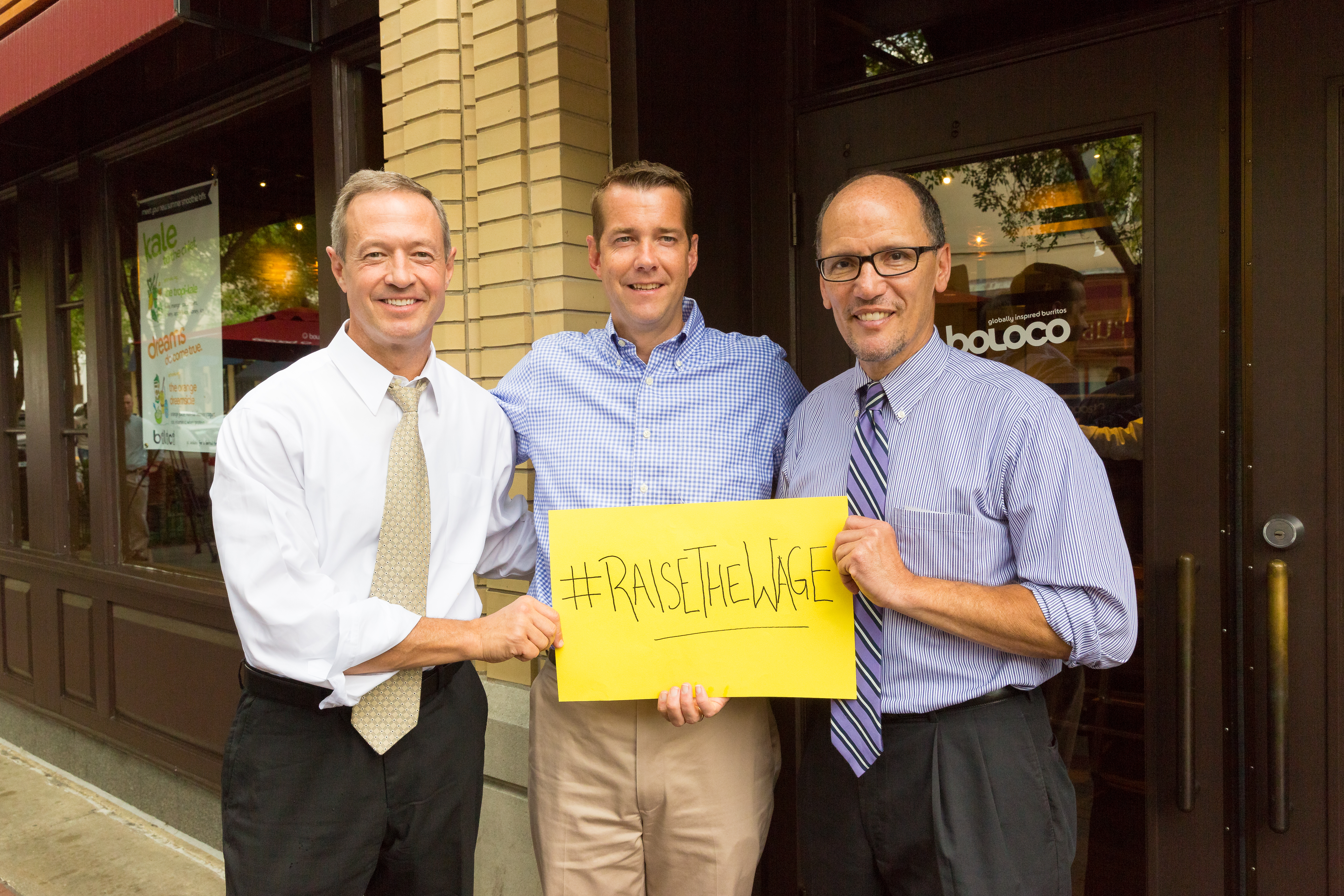
El gobernador de Maryland, Martin O'Malley, el director ejecutivo de Boloco, Patrick Renna, y el secretario de Trabajo de EE. UU., Thomas E. Pérez, sostienen un cartel #RAISETHEWAGE en un Boloco de Maryland (2014).

La cadena fue reconocida en 2014 por su compromiso de pagar salarios superiores al mínimo. En un evento de prensa en el restaurante Congress Street en febrero de 2014, los senadores estadounidenses Elizabeth Warren y Richard Durbin hablaron para generar conciencia entre los entonces senadores estadounidenses. El objetivo del presidente Barack Obama de aumentar el salario mínimo federal. Destacaron que tanto las empresas como los trabajadores apoyaban la iniciativa. Más tarde ese año, en agosto, en un evento en el restaurante de Bethesda, Maryland, el gobernador de Maryland, Martin O'Malley, se unió al Secretario de Trabajo de los Estados Unidos, Thomas E. Pérez, para pedir un aumento en el salario mínimo federal y promover el aumento propuesto por el gobernador. el salario mínimo de ese estado. En un artículo de 2014, The New York Times informó que Boloco era «una de las pocas cadenas de restaurantes que deliberadamente pagan muy por encima del salario mínimo federal», y en 2015, Taryn Luna de The Boston Globe escribió que Boloco era un «poco común defensor de los trabajadores con salarios bajos en una industria de comida rápida famosa por pagar lo mínimo y depender de empleados a tiempo parcial». En 2002, cuando el salario mínimo era de 5,15 dólares, la cadena pagaba a sus trabajadores no menos de 8 dólares por hora. En 2018, el salario medio por hora de los empleados era de 14,50 dólares, mientras que industrias comparables pagaban a los trabajadores solo 9,54 dólares por hora, según la Oficina de Estadísticas Laborales de los Estados Unidos.